# Чилаут
Чіл аут, чілаут, чіллаут (від англ. chillout, chill out music) — напрямок електронної музики, до якого відносять цілу низку різних повільних стилів. До чилауту іноді відносять повільний хауз, деякі різновиди Транс музики, ембієнт, ню-джаз, тріп-хоп, downtempo чи інструментальний хіп-хоп.
Термін чилаут з'явився в 1990-х роках і походить від англійського сленгового виразу, яке означає «розслаблення», «відпочинок». Окрім того, під чилаутом розуміють також музику для слухання і відпочинку, в деяких клубах чилаут виступає як культура, що суміщається часто з декораціями футуристичного характеру або в стилі ретро.
Як і термін, так сам напрямок походить від так званих «chill rooms» - приміщення в багатьох клубах і барах, де танцівники могли б відпочити від енергійного танцю, слухаючи повільну музику. В цих кімнатах, відвідувачі могли скористатися диванами, м'якими подушками, психоделічне світло вимальовувало чудернацькі образи та звучала повільна, особливо в порівнянні з сусіднім залом, музика. 
За кілька років музика чилаут отримала значну популярність, значну роль в цьому зіграла британська компанія «Higher Intelligence Agency», яка випустила ряд збірок, що містила назву Chill out.